# Nueil-les-Aubiers
Nueil-les-Aubiers település Franciaországban, Deux-Sèvres megyében. Lakosainak száma 5529 fő (2022. január 1.). Nueil-les-Aubiers Les Cerqueux, Bretignolles, Mauléon, Le Pin, Voulmentin és Saint Maurice Étusson községekkel határos.

## Népesség
A település népességének változása:
| Lakosok száma | 5632 | 5614 | 5687 | 5541 | 5513 | 5536 | 5541 | 5566 | 5529 |
|               | 2013 | 2015 | 2016 | 2017 | 2018 | 2019 | 2020 | 2021 | 2022 |